# Ambassade du Congo en France
Ne doit pas être confondu avec Ambassade de la république démocratique du Congo en France.
L'ambassade du Congo en France est la représentation diplomatique de la république du Congo en République française. Elle est située à Paris et son ambassadeur est, depuis juillet 2016, Rodolphe Adada.

## Ambassade
Un bâtiment de la rue des Belles-Feuilles abritait autrefois l'ambassade congolaise, partageant les locaux avec l'ambassade du Bénin et l'ambassade du Cameroun.
L'ambassade est située 37 bis rue Paul-Valéry dans le 16e arrondissement de Paris.

## Consulats
Le Congo dispose également de trois consulats honoraires situés à Bordeaux, Lyon et Marseille.

## Bâtiments

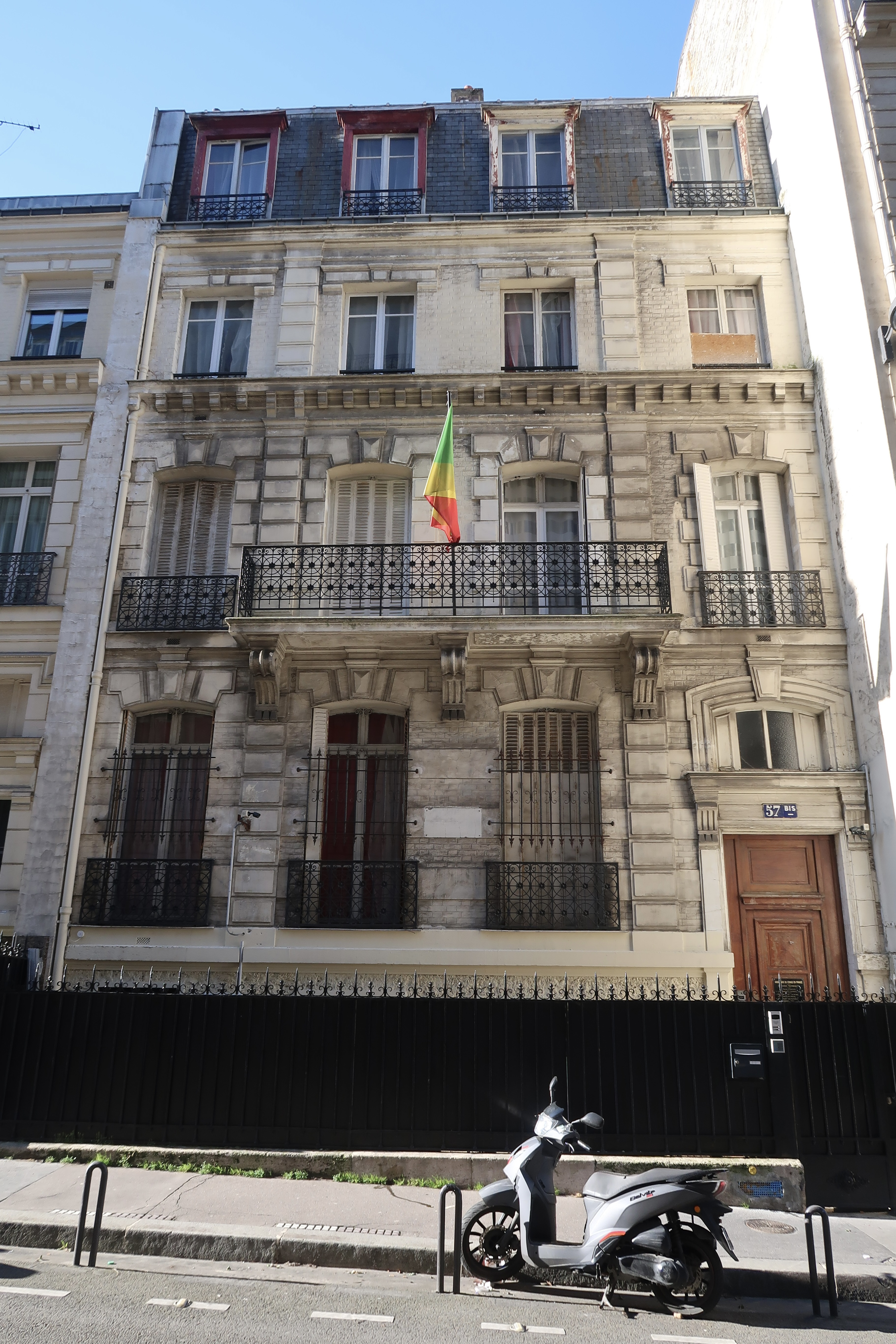
L'ancienne ambassade au 57 bis rue Scheffer.

L'ambassade du Congo en France était initialement située au 57 bis rue Scheffer dans le 16e arrondissement de Paris. Le 18 octobre 1962, la république du Congo a acquis cet hôtel particulier dont elle est toujours propriétaire et qui abrite actuellement l'office de gestion des étudiants et stagiaires congolais (OGES).
L'ambassade du Congo en France est désormais située au 37 bis rue Paul-Valéry dans le 16e arrondissement de Paris. La république du Congo est également propriétaire de ce majestueux hôtel particulier d'angle élevé entre 1901 et 1904 par Jacques Hermant, architecte en chef de la Ville de Paris et du gouvernement.
Cette bâtisse a initialement été occupée par son commanditaire Georges Rouliot (1861-1917), industriel et président de la Chambre des mines d'Afrique du Sud.
L'édifice est un joyau architectural en raison notamment de son portail monumental en pierre sur la rue Paul-Valéry, de ses importants décor de refends et de courses, de ses fenêtres du premier étage en plein cintre et ornées de clefs avec leurs appuis à balustres en pierre.
Germaine Rouliot, l'épouse de Georges Rouliot, décrit les lieux ainsi : « L’hôtel que je vais habiter et qui sera bientôt terminé est situé 37 bis rue Villejust [devenue 37 bis rue Paul Valéry] et donne avenue du bois (devenue avenue Foch). C’est une pure merveille pour laquelle les architectes Hermant et Bouvard ont mis leur savoir. Les salons sont style Régence ainsi que le hall, et le tout est un véritable bijou; jusqu’aux ferrures des portes et des fenêtres qui sont des objets d’arts ».
En 1922, l'hôtel Rouliot est la résidence de l'abbé Louis-Eugène Lavaquery, docteur ès-lettres et lauréat du Grand prix Gobert.
De 1930 à 1954, l'hôtel Rouliot héberge l'ambassade d'Irlande,.
De 1955 à 1966, l'hôtel Rouliot est le siège du secrétariat général d'Interpol.
Au début des années 1980, la République du Congo se porte acquéreur des lieux. En 2011, elle y réalise des travaux de restauration sous la direction de l'architecte Olivier Thin.
Le 21 juin 2016, à 1 h du matin, une attaque à la voiture-bélier endommage fortement le portail monumental en pierre sur la rue Paul-Valéry, et déclenche un début d'incendie au sein de l'hôtel particulier.
La paierie de l'ambassade se trouve 20 rue Octave-Feuillet, également dans le 16e arrondissement.

## Ambassadeurs du Congo en France
Depuis le 26 octobre 1998, l'ambassadeur du Congo en France était Henri Lopes. Ce dernier annonça en août 2015 son intention de prendre sa retraite, et fut remplacé par Rodolphe Adada le 12 juillet 2016.
| Date de remise des lettres de créance | Date de remise des lettres de créance | Ambassadeur             |
| ------------------------------------- | ------------------------------------- | ----------------------- |
| 18 avril 1961                         |                                       | Philippe Bikoumou       |
| 7 novembre 1964                       |                                       | Nicolas Mondjo          |
| 23 mars 1968                          |                                       | Jonas Mouanza           |
| 22 novembre 1968                      |                                       | Édouard Ebouka-Babackas |
| 3 juillet 1969                        |                                       | André Mandi             |
| 10 mars 1970                          |                                       | Apollinaire Bazinga     |
| 12 décembre 1972                      |                                       | Auxence Ickonga         |
| 13 avril 1975                         |                                       | Pierre-Félicien Nkoua   |
| 20 octobre 1977                       |                                       | Alexandre Denguet Atiki |
| 29 octobre 1979                       |                                       | Jean-Pierre Nonault     |
| 21 septembre 1984                     |                                       | Jean-Marie Ewengue      |
| 24 mars 1993                          |                                       | Alphonse Niangoula      |
| 13 juin 1996                          |                                       | Pierre-Michel Nguimbi   |
| 26 octobre 1998                       |                                       | Henri Lopes             |
| 9 novembre 2016                       |                                       | Rodolphe Adada          |

,,,,